# Batalla de Pradera del Ganso
La Batalla de Pradera del Ganso fue el primer gran enfrentamiento terrestre de la Guerra de las Malvinas. Entre el 27 y 29 de mayo de 1982 el ejército británico conquistó el Istmo de Darwin, imponiéndose sobre una fuerza argentina de 600 hombres.

## Antecedentes

### Istmo de Darwin
Darwin es un istmo que une Lafonia con la porción norte de la Isla Soledad. Casi al medio y en una pequeña península, se encuentra el asentamiento de Pradera del Ganso donde vivían unos 100 malvinenses. Hacia al norte se localiza el establecimiento de Darwin, donde residía el representante de la Falkland Islands Company. Entre ambos se ubica una escuela. En la mitad del istmo existe una pista de aterrizaje para comunicaciones con Puerto Argentino/Stanley.
Un camino de tierra atravesaba el istmo a lo largo, uniendo la región sureña de Lafonia con la parte norte de la isla. Dicho camino continuaba hacia el norte y pasaba junto a una vivienda conocida como «Casa Quemada» (en inglés: Burntside House), la cual estaba a la entrada del istmo junto a una laguna del mismo nombre. El camino mencionado conectaba al istmo con el establecimiento San Carlos y con Puerto San Carlos.
En el istmo el terreno presentaba pequeñas elevaciones, por ejemplo la colina Darwin («Darwin Hill») junto al poblado homónimo, y la colina Boca, al lado de unos corrales de piedra abandonados de nombre Boca House. Este punto se ubicaba casi sobre la costa occidental del istmo.
Aunque Pradera del Ganso contaba con mayor cantidad de habitantes, los isleños daban más importancia a Darwin, al punto que da nombre al istmo. Los argentinos percibieron esto durante la guerra y suponían que la razón era que en Darwin vivía el representante de la Falkland Islands Company, la compañía que era dueña de la mayoría de las tierras y que administraba los servicios y negocios de las Malvinas.

### Posición argentina

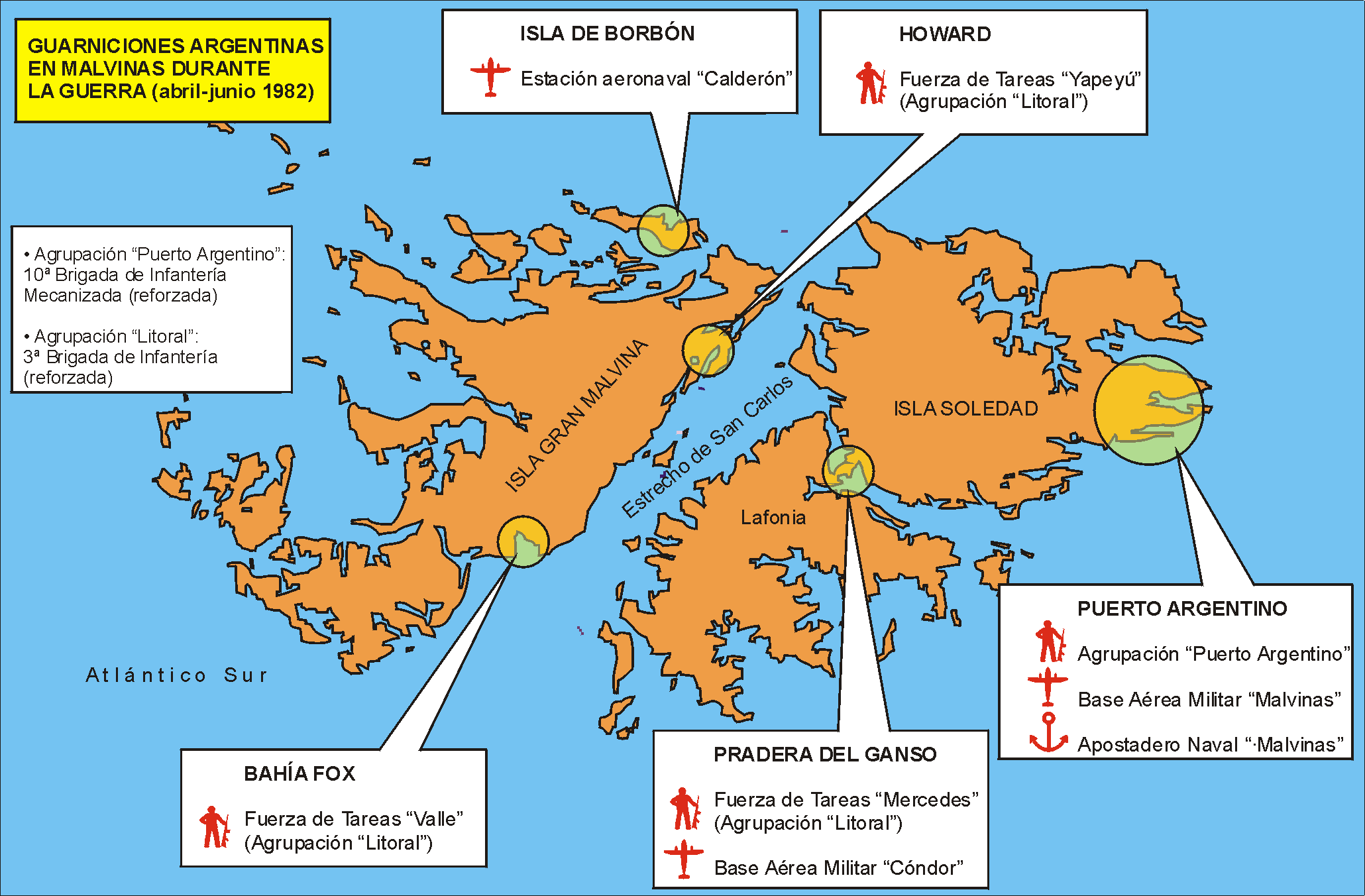
Situación de la Fuerza de Tareas «Mercedes» en el conjunto de la defensa argentina del archipiélago.

Durante la Operación Rosario y después de la ocupación de Stanley el 2 de abril de 1982, entre el 3 y 4 de abril ocupó la zona, la Compañía C del Regimiento de Infantería 25, bajo el mando del teniente primero Carlos Daniel Esteban. La unidad estableció su cuartel en el edificio de la escuela. Poco después la Fuerza Aérea Argentina instaló la Base Aérea Militar Cóndor con aviones FMA IA-58 Pucará. Prestaba defensa antiaérea una sección de cañones Oerlikon 35 mm a cargo del subteniente Claudio Braghini, del Grupo de Artillería de Defensa Aérea 601.
A fines de mayo comenzó a arribar el Regimiento de Infantería 12, conducido por el teniente coronel Ítalo Ángel Piaggi. Se prohibió al regimiento cazar ovejas hasta que los soldados conscriptos convencieron a sus jefes de su necesidad. Según el soldado Vicente Ayala de la Compañía C: «Yo recuerdo que los suboficiales se oponían y algunos oficiales se oponían al primero… nos amenazaron que íbamos a hacer calabozos de campaña… Los calabozos de campaña es que te van a estaquear… Nos amenazaban con eso. Pero ellos estaban sufriendo las mismas consecuencias que nosotros... '¡Bueno muchachos, pero no cuenten nada, pues métanle!', así que ya sabíamos lo primero que al cabo, al subteniente, todos le pasamos una porción. Así que no te preocupes, no asociamos todo y la cosa mejoró.»
El soldado José Apolonio López, de la Compañía A del Regimiento 12 recuerda que él y los soldados conscriptos en el istmo norte pasaron muchos días sin poder conseguir comida adecuada y teniendo que comer cordero crudo debido a la falta de leña, pero que el 23 de mayo finalmente llegaron dos helicópteros y que cada soldado de la compañía sin importar su rango recibió una caja llena de donaciones organizada por los civiles en el continente que incluía tales lujos como latas de atún y paquetes de cigarrillos.
El 1 de mayo el primer ataque aéreo enemigo produjo las primeras bajas. El 4 de mayo fue derribado por la artillería antiaérea un Sea Harrier (XZ-452) piloteado por el teniente Nicholas Taylor. Vicente Ayala describió los primeros momentos al descubrir que el cazabombardero británico había caído: «Era como que argentina hace un gol, esa hinchada que grita ... Comenzamos a gritar, a saltar y a tirar tiros al aire.» El piloto fue enterrado con honores militares y un sacerdote argentino pronunció el responso. Poco después se formó la Fuerza de Tareas «Mercedes» tomando al Regimiento 12 como núcleo. La integraban además la Compañía C del Regimiento de Infantería 25, una sección de tiradores del Regimiento de Infantería 8, un grupo de la Compañía de Ingenieros 601 ESCUELA y una sección del Grupo de Artillería Aerotransportado 4.
Al principio, en abril, los soldados pertenecientes a la Compañía C del Regimiento de Infantería 25 bajo órdenes del teniente coronel Mohamed Alí Seineldín, requisaron alimentos y propiedades pertenecientes a la Falklands Island Company. Luego concentraron a los isleños en la iglesia de Goose Green, en cuyo techo se pintó una cruz roja para evitar que fuera atacada. Dada la posibilidad de que los británicos efectuaran un ataque anfibio o helitransportado, a más de un ataque terrestre, Piaggi debió organizar su dispositivo para cubrir el norte y el sur del istmo, como así también la costa occidental. Esto significó que las líneas defensivas se estiraran demasiado y tuvieran poca solidez. Piaggi organizó la defensa en líneas sucesivas de retardo, siendo el perímetro del pueblo de Goose Green la última posición («línea a no ceder»).
La Fuerza de Tareas «Mercedes» tenía varias misiones que cumplir. En principio, formaba la reserva destinada a reforzar a las tropas de Puerto Argentino en caso de que esta sufriera un ataque general por parte de los británicos. Debía servir como puesto intermedio entre las guarniciones de Puerto Argentino y las de la isla Gran Malvina. Por último, debía estar atenta a posibles desembarcos en lugares no cubiertos (como San Carlos) y controlar a la población nativa.
Los malvinenses concentrados en la iglesia hicieron llegar sus quejas a las autoridades argentinas en la capital insular, logrando que se diera la orden de liberarlos. Esto aprovechó el administrador de la Falklands Island Company para huir hacia las líneas británicas.

### Batalla de San Carlos
Después de un hostigamiento aéreo y naval durante tres semanas, la flota británica enviada a recuperar las Malvinas comenzó el desembarco de tropas en la zona del estrecho de San Carlos el 21 de mayo. A pesar de los violentos ataques de la aviación argentina, el desembarco continuó sin pausa y la Brigada de Comandos 3 consolidó la cabeza de playa. Esta unidad tenía tres batallones de Marines Reales y dos de paracaidistas del Ejército Británico, todo su personal, desplegado en previsión de un contraataque terrestre argentino que finalmente no se produjo.
El brigadier Julian Thompson, comandante de la Brigada de Comandos 3, comenzó a mover sus fuerzas para efectuar el avance sobre la capital malvinense, movimiento que debía realizarse bordeando la costa de la isla Soledad por el norte y el sur, al abrigo de la artillería naval. El 3.º Batallón del Regimiento Paracaidista y el Comando 45 de Marines Reales marcharon por la costa norte, mientras que el 2.º Batallón del Regimiento Paracaidista apoyado por el Comando 42 de Marines Reales comenzó a avanzar por la costa sur, debiendo pasar junto a la entrada al istmo de Darwin.
La cabeza de playa tenía una retaguardia segura, pues las guarniciones argentinas de la isla Gran Malvina no tenían manera de cruzar el estrecho y atacar San Carlos. En cuanto a Darwin y Goose Green, los mandos británicos sabían que allí existía una fuerte guarnición argentina permanente, pero ignoraban su tamaño. El plan británico consistía en avanzar hacia Puerto Argentino y bloquear a esa guarnición, la más fuerte de todo el archipiélago; pero la presencia de argentinos en Darwin y Goose Green, y el aeródromo desde el cual operaban los aviones de ataque FMA IA-58 Pucará, preocupaban a los oficiales británicos.

### Confinamiento de los isleños
Como resultado del ataque aéreo británico del 1 de mayo, los 114 habitantes de Goose Green fueron concentrados y mantenidos bajo permanente vigilancia armada en el Community Hall (Salón Social) hasta que los soldados británicos los liberaron después de los últimos combates terrestres librados por Pradera del Ganso. El teniente coronel Ítalo Piaggi explicó que el confinamiento fue necesario para proteger a los isleños de "la ira de los hombres de la fuerza aérea, que habían perdido a tantos colegas".
Según el gerente de Pradera del Ganso, Eric Goss, luego de los primeros días de estricto control los argentinos pronto relajaron su guardia: "El saneamiento en el salón  era sombrío. Nos quedamos sin agua al tercer día, los baños estaban bloqueados y había algo de disentería. Convencimos a los argentinos para que trajeran agua de mar en barriles para los baños; y el viejo, Mike Robson, hizo un excelente trabajo para mantenerlos funcionando. Dos jóvenes, Bob McLeod y Ray Robson, ambos radioaficionados, encontraron una vieja radio rota, parte del equipo del club, en un armario de chatarra. Hicieron este trabajo y escuchábamos todas las noches el Servicio Mundial de la B.B.C.; los demás hacían ruido en las ventanas para tapar el crepitar de la transmisión y nunca nos descubrieron". 
Según Brook Hardcastle, gerente general de la Falkland Island Company (FIC) con sede en Goose Green, el trato por parte de los argentinos no fue tan malo como se ha sugerido en los últimos años por supuestos expertos de la campaña de las Malvinas en Quora (sitio de internet para "compartir conocimiento") 
"Después de la primera semana, los argentinos permitieron que dos mujeres salieran todos los días a la cocina principal, donde todos los hombres normalmente comían juntos. Se les permitió preparar una gran comida, con pan y pasteles, y traerla a el salón. Teniendo en cuenta que estábamos todos concentrados en un lugar pequeño, todos se llevaron muy bien. La gente en general era de buen carácter". 
El 4 de mayo, el destructor británico HMS Sheffield fue alcanzado por un misil Exocet lanzado desde el aire al sureste de las Malvinas y un Sea Harrier fue derribado sobre Pradera del Ganso. Eric Goss recuerda la impactante noticia de ese día y la necesidad de intervenir para salvar a un isleño de un posible interrogatorio militar: "El mismo día, Bob McLeod y Ray Robson hicieron una radio con aparatos rotos encontrados debajo de las tablas del piso, escuchamos el Servicio Mundial. Sabíamos de la pérdida de aviones Sea Harrier, pero el hundimiento del HMS Sheffield fue un shock. A Brian Hewitt se le encomendó la tarea de reunir corderos en una motocicleta y tuvo una experiencia aterradora en Goat Rincon. La FAA ignoraba que él tenía permiso para estar fuera de la sala, y enviaron un helicóptero Puma y dispararon .50 rondas a su moto. Sus perros se dispersaron y él se cayó. Los argentinos desembarcaron, lo arrestaron, lo metieron en el Puma y lo transportaron de vuelta al lugar de la cocina en el exterior. Se sentó en una silla afuera durante una hora, en un estado muy agitado, antes de que yo lo rescatara.".
El 6 de mayo, el mayor Alberto Frontera (segundo jefe del Regimiento 12) en presencia del Oficial de Asuntos Civiles (capitán Arnaldo Sánchez) y del Oficial Médico del Regimiento (teniente 1.º Juan Carlos Adjigogovich), visitaron el salón social para asegurar que los adultos mayores confinados (el señor y la señora Anderson y el señor y la señora Fynleyson) se encontraban bien dadas las circunstancias. El oficial médico del regimiento junto con otro oficial del cuerpo médico, el teniente 1.º Fernando Miranda Abós visitaba el salón social con Adjigogovich recordando," Una vez que a los kelpers se los instaló en la iglesia, armamos la enfermería en una de las casas del pueblo. Nosotros tratabamos de tener buen trato con ellos pero nos miraban con desconfianza. Se hacía revista médica diaria y cada vez que necesitaban médico se los atendía. No sé cómo harían antes de que llegáramos nosotros, porque nos llamaban bastante seguido, prácticamente todos los días, por cualquier motivó." El oficial médico en el libro Partes de Guerra (Graciela Speranza, Fernando Cittadini, página 42, Editorial Norma, 1997) también describe cómo las infraestructuras de Pradera del Ganso se quebraron bajo la presión de acomodar a cerca de 1.000 soldados y isleños y los constantes ataques aéreos y bombardeos navales británicos.
El 21 de mayo, los superiores en Puerto Argentino enviaron un equipo de asuntos civiles, bajo el mando del coronel Horacio Chimeno y el capitán Esteban Eduardo Rallo, para discutir la seguridad de los civiles y construir refugios antiaéreos. Eric Goss recuerda: "Les dije que comenzaran este proceso, que dejaran que los civiles se fueran a sus casas. Le expliqué que todos los huevos estaban efectivamente en una canasta y que si nos dispersábamos por el asentamiento, si sucedía lo peor, algunos de nosotros tendríamos una oportunidad de sobrevivir. En los días siguientes, varios civiles, incluida mi familia, pudieron regresar a casa"." Durante la reunión en la que estuvo el vicecomodoro Wilson Rosier Pedrozo, se acordó que soldados de la fuerza aérea, que estaban en gran parte inactivos después de que los aviones Pucará fueran retirados a otras partes, deberían formar una unidad de policía militar para proteger las casas desocupadas del vandalismo después de las denuncias le habían llegado al monseñor Daniel Spraggon en la capital malvinense de que los soldados argentinos habían comenzado a romper muebles en las viviendas para poder calentarse por la noche.
El 28 de mayo, Darwin y Pradera del Ganso fueron capturados por los atacantes británicos, y el 2.º Batallón del Regimiento de Paracaidistas (2 PARA) liberó a los 114 isleños locales ilesos. Robert Fox, corresponsal de la BBC con 2 PARA, informó: "Durante casi un mes, 114 personas habían sido encerradas por los argentinos en un salón comunal. Sus casas habían sido allanadas, con muebles destrozados y excrementos en el suelo. Su almacén había sido saqueado. Las tropas argentinas estaban desnutridas y en una casa, utilizada por pilotos argentinos, parecía que los oficiales acaparaban comida enlatada. Los argentinos cometieron actos de mezquindad mezquina, destrozando y robando radios y disparando a un pastor desde un helicóptero mientras cuidaba sus ovejas. Ahora se obliga a los prisioneros a aclarar el desorden que hicieron en el asentamiento."
Cuando se rindieron, los soldados argentinos ya sufrían de desnutrición, exposición, pie de trinchera y diarrea, provocada por la falta de alimentos adecuados y agua limpia. Durante el asedio y combates finales por Pradera del Ganso, varias casas y la plomería fueron alcanzadas por fuego de armas portátiles o grueso calibre. En el documental The Islanders War (La Guerra de los Isleños, Mike Ford, 2007) Andrea Clausen recuerda que como niña tuvo que esconderse bajo las tablas del suelo del salón social durante el aterrador bombardeo de ablandamiento por parte de la Royal Navy que tuvo lugar durante nueve noches seguidas.
En 2007, surgieron historias falsas, nunca antes contadas, de que los soldados argentinos plantaron trampas cazabobos en las bicicletas de los chicos de los isleños en Pradera del Ganso y que hasta plantaron una granada de mano atado a la muñeca de una niña de solo 5 años (Sarah Clement, hija del futuro político de las Malvinas Mike Summers) en Pradera del Ganso, pero no se menciona nada de esto en el documental 'Falklands - The Islanders' War' (La Guerra de los Isleños, Mike Ford, 2012) unos cuantos años después en el que los productores tuvieron la oportunidad de sentarse y entrevistar a los hombres y mujeres que habían sido concentrados en el Salón Social después del ataque del 1 de mayo. Tampoco se menciona en el libro de Graham Bound 'Falkland Islanders at War' (Isleños de las Falklands durante la Guerra, Pen & Sword, 2006) que detalla las experiencias de los habitantes de Puerto Argentino, Pradera del Ganso y otras partes de Malvinas.
Estas graves acusaciones, provienen en su gran mayoría de ex soldados de la Falkland Islands Defence Force (Fuerza de Defensa de las Islas Falkland, FIDF, por sus siglas en inglés) con un gran odio hacia los militares argentinos tales como Paul Summers, Anthony Davies, Jim Fairfield y varios otros y que son promovidos por el controvertido autor británico Ricky D Phillips en su libro Tied With Wires: The Incredible Argentine Inventions & Weapons of the Falklands War (Atados Con Alambres: Los Increíbles Inventos y Armas Argentinas de la guerra de las Malvinas) publicado en 2021. Durante el avance británico a Puerto Argentino, Paul Summers se unió al 3 PARA como guía y participó en la batalla por el monte Longdon. Jim Fairfield, ha confesado en años recientes que por su parte actuó como espía en Puerto Argentino para las fuerzas británicas y que inventó historias de daños a su propiedad y bienes robados por los cuales las autoridades militares argentinas le pagaron una grande compensación monetaria. Anthony Davies participó como fusilero en la defensa de Government House (Casa del Gobernador) y Drill Hall (Sala de Ensayos) el 2 de abril.
En marzo de 2009, Erik Langer y su esposa, acompañados por dos amigos veteranos del Regimiento 25, regresaron a Malvinas para visitar Pradera del Ganso, donde Langer y sus amigos habían combatido como miembros de la Compañía C, donde conoció al hijo de Eric Goss, quien había asumido el cargo de administrador del asentamiento. Durante una semana Langer notaba lo incómodo que se ponía el administrador cada vez que él estaba presente en su oficina y cómo lo miraba nervioso el isleño. Una semana después, al devolver el vehículo que había alquilado antes de volver al continente, el hombre sorprendió a todos con 15 fotos esparcidos sobre su escritorio de Langer y sus camaradas del Regimiento 25. El administrador se puso a llorar junto con Langer y el resto y devolvió las fotos que el soldado Fabricio Carrascul y sus compañeros se habían tomado usando la cámara que el padre de Carrascul le había comprado a su hijo antes de su partida a Malvinas.

### Preludio
El 26 de mayo fue el día en que los mandos superiores argentino y británico tomaron las decisiones que llevarían a la batalla de Prado del Ganso.
Por parte argentina fue una decisión estratégica motivada por la necesidad de contraatacar la cabeza de playa instalada el 21 de mayo en San Carlos. Esta se había consolidado a pesar de los fuertes ataques lanzados por la aviación argentina desde entonces, y constituía una amenaza seria. Sin embargo los altos mandos argentinos, encabezados por el general de brigada Mario Benjamín Menéndez (gobernador militar de Malvinas) descartaron un contraataque terrestre lanzado desde Puerto Argentino, y encomendaron a la guarnición de Prado del Ganso la misión de hostigar al enemigo.
Ya el 24 de mayo el general Parada había impartido una orden (n.º 506 «Defensa»), que Piaggi recibió en la mañana del 26 de mayo. Se le ordenaba adelantar la primera línea defensiva y hostigar por el fuego las alturas Rivadavia. Piaggi discutió con sus subordinados la necesidad y desventajas de cumplir la orden, pues significaba construir nuevas posiciones y elaborar un nuevo plan de defensa con el enemigo instalado a poca distancia en su cabeza de playa. Piaggi puso en movimiento sus tropas, de acuerdo a la orden 506, pues pensaba que tal vez Parada pensaba enviarle refuerzos.
La suposición de Piaggi era errada, pues Parada pretendía que la guarnición de Pradera del Ganso por sí sola hostigase al enemigo. Lo confirmó esa misma tarde al enviar a Piaggi la orden n.º 507 «Ataque de desarticulación», que establecía como misión «perturbar, hostigar y desconcentrar al enemigo». La operación debía realizarse esa misma noche, y de ser necesario repetirla en la noche del 27 de mayo.
Por parte británica, la decisión de atacar Goose Green se tomó también el 26 de mayo y también motivó debates acerca de su conveniencia. El brigadier Thompson estaba recibiendo presiones desde Londres para que abandonara la cabecera de playa rumbo a Puerto Argentino, de modo que convocó a una reunión de planificación y se sugirió en principio realizar una simple incursión contra los argentinos en el istmo de Darwin, fundamentalmente para destruir el aeródromo argentino; finalmente se ordenó un ataque que en realidad no era estrictamente necesario. Existían las presiones desde Inglaterra para obtener algún triunfo militar, de modo que la decisión de atacar parece haber sido más de orden político que militar. Chris Keeble, segundo jefe del Batallón 2, dijo después de la guerra:

Seamos objetivos. Para el buen éxito de las Malvinas no era necesario atacar Goose Green, porque el centro, la capital, es Stanley, y si quieres tomar un país, tomas la capital, como si quieres derrotar al enemigo tienes que capturar a su ejército. Ambos estaban en Stanley, así pues ¿por qué ir a Goose Green? Esta pregunta necesita una contestación.

Una vez tomada la decisión Thompson ordenó a Jones que capturara Goose Green con su batallón. Este decidió lanzar no un ataque limitado sino un asalto total, empleando todas sus fuerzas.

## Fuerzas

### Reino Unido
En la batalla intervino principalmente el 2.º Batallón del Regimiento Paracaidista del Ejército Británico, pero también otras tropas de apoyo que incluían secciones de misiles MILAN y Blowpipe, así como también ingenieros y artilleros. Se trataba de tropas profesionales con alto nivel de entrenamiento, que habían tomado tierra menos de una semana atrás. Por lo tanto los rigores del clima y el suelo malvinense no los habían afectado tanto como a los argentinos, que llevaban casi un mes en las posiciones. La logística de los británicos funcionaba muy bien, manteniendo a las tropas en condiciones aptas para combatir.
El 2 PARA contaba con 600 hombres, y entre sus armas de apoyo de fuego contaban con 56 ametralladoras —el doble de lo normal—, así como una abundante provisión de misiles filoguiados MILAN, lanzacohetes de 66 mm M72 LAW y proyectiles de fósforo blanco. No se conoce con exactitud el número de combatientes de las otras unidades que apoyaron a los paracaidistas.

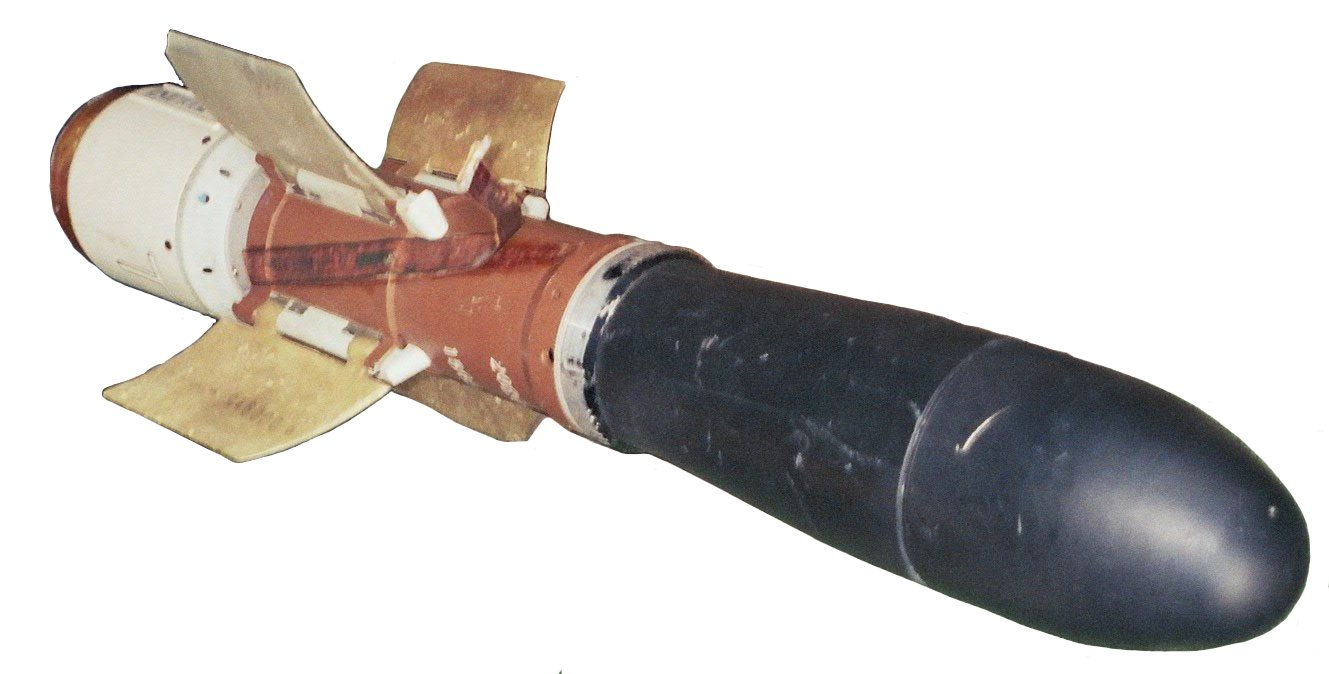
Los británicos utilizaron por primera vez misiles antitanque MILAN contra posiciones de infantería. El éxito de esta táctica en la batalla de Pradera del Ganso fue tal, que en el ataque a la capital de las Malvinas todas las unidades británicas utilizaron el MILAN para saturar las defensas argentinas antes de tomarlas por asalto.

- 2.º Batallón 2 del Regimiento Paracaidista (teniente coronel Herbert Jones)
  - Compañía A (mayor Farrar-Hockley)
  - Compañía B (mayor Crosland)
  - Compañía C (mayor Jenner)
  - Compañía D (mayor Neame)
  - Pelotón Comando (teniente coronel Jones y mayor Keeble, segundo al mando)
- Unidades terrestres de apoyo
  - Batería 8 del Real Regimiento de Artillería (teniente Waring)
  - Cuerpo de Defensa Aérea
  - 59.º Escuadrón de Reconocimiento
  - Compañía J, Comando 42 de Marines Reales (reserva) (mayor Norman)[nota 5]
- Apoyo aéreo y naval
  - Helicópteros del Escuadrón Aéreo de la Brigada de Comandos 3 (mayor Cameron)
  - Helicópteros del Escuadrón N.º 656 AAC, Cuerpos Aéreos del Ejército (mayor Sibun)
  - Harrier GR.3 del 1.º Escuadrón de la RAF, Real Fuerza Aérea británica (comandante Squire)
  - Fragata HMS Arrow (comodoro Bootherstone)

### Argentina
A diferencia de los británicos, los soldados de Argentina eran en su mayoría soldados conscriptos con un máximo de un año de instrucción y algunos con seis meses. 

Al mando del general de brigada Omar Edgardo Parada, 150 soldados conscriptos se presentaron en los Regimientos 4, 5 y 12 en 1981 con el fin de integrarse a la Compañía de Tropas Especiales Helitransportadas de la Brigada de Infantería III. Según el soldado conscripto Esteban Roberto Ávalos:

En mi caso concreto, me tocó ser tirador para lo cual ya me venía preparando desde el momento en que estuvimos en el campo, donde tuve oportunidad de tirar con un FAL. Durante los 45 días que pasamos allí, teníamos prácticas de tiro tres o cuatro veces por semana y esos momentos se aprovechaban para aprender las posiciones de tiro y a familiarizarnos con el arma.
El trato con los superiores, en general, era bueno, aunque alguno hacía una macana la pagábamos todos. Los castigos más habituales era llevarnos a la ducha de noche, obligarnos a hacer flexiones o darnos una gran manija con saltos rana y cuerpo a tierra.
Si alguno llevaba mal el paso, por ejemplo, lo normal era que lo sacaran de la formación y lo "bailaran" un poco con flexiones sobre los cardos o sobre el barro.
Ahora, volviendo al tema de la instrucción yo diría que en general era satisfactoria, por lo menos en lo que a nuestro grupo respecta, ya que tuvimos una preparación básica en materia de explosivos y se nos dieron incluso algunas nociones de defensa personal.
En 1981, el teniente coronel Seineldín no se conformaba con estar al frente de un regimiento de soldados conscriptos, y a guisa de compensación —y consuelo encargó un Curso de Comandos a sus compañías, impartido por Comandos y Paracaidistas, luego de lo cual vistió a sus hombres con la boina verde y  renombró su unidad Regimiento Especial 25.
La Base Aérea Militar Cóndor ya no funcionaba como tal, pero personal de la Fuerza Aérea Argentina, en número de 200 hombres, aún permanecía allí, formando una compañía de infantes no preparada para tal misión; operaba a órdenes del jefe de la base aérea, el vicecomodoro Wilson Pedrozzo, independiente del jefe de las tropas de ejército, muchos eran miembros del Grupo de Artillería de Defensa Aérea 601, usaron sus baterías de artillería antiaérea Oerlikon GDF, aplicadas a fuego directo, produciendo muchas bajas. Personal de la Fuerza Aérea había improvisado defensas reciclando material; así por ejemplo, se instaló una cohetera de un FMA IA-58 Pucará, destruido con anterioridad en la Base Aérea Cóndor, en un tractor. Pero el apoyo aéreo debía venir de Puerto Argentino.
En los días previos a la batalla se envió una batería de obuses de 105 mm. También se encontraban en Prado del Ganso 14 tripulantes del buque Monsunen que había sido remolcado hasta allí por otra nave tras sufrir daños al ser atacado por dos fragatas en el Estrecho de San Carlos.
La Fuerza de tareas Mercedes contaba el 26 de mayo con 565 soldados de infantería y 78 artilleros. El armamento pesado constaba de dos cañones sin retroceso de 105 mm, tres morteros de 81 mm, 11 ametralladoras FN MAG y Browning M-2, y el fusil FN FAL como arma individual. Las inclemencias del clima sumadas a la falta de una logística adecuada hicieron que se presentaran casos de desnutrición y enfermedades al promediar el mes de mayo.
- Fuerza de Tareas Mercedes (teniente coronel Piaggi)
  - Regimiento de Infantería 12 (teniente coronel Piaggi)
    - Compañía A (teniente 1.º Jorge Antonio Manresa y sus secciones a órdenes de teniente Alejandro José Garra, subteniente Gustavo Malacalza, subteniente Marcelo Martin Bracco y subteniente Marcelo Raúl Colombo)
    - Compañía C (teniente 1.º Ramón Duaso Fernández y sus secciones a órdenes de teniente Carlos María Marturet, subteniente Carlos Osvaldo Aldao y subteniente Leonardo Durán)[44]
    - Compañía Comando (subteniente Ernesto Orlando Peluffo)

  - Regimiento de Infantería «Especial» 25
    - Compañía C (teniente 1.º Carlos Daniel Esteban)[45]

  - Regimiento de Infantería 8
    - 3.ª Sección, Compañía C (subteniente Guillermo Ricardo Aliaga)[46]

  - Batería A del Grupo de Artillería Aerotransportado 4 (teniente 1.º Carlos Alberto Chanampa)
  - 3.ª Sección, Batería B del Grupo de Artillería de Defensa Aérea 601 (subteniente Claudio Oscar Braghini)
  - 6 baterías de Artillería Antiaérea Rheinmetall 20 mm del Grupo 1 de Artillería Antiaérea de la Fuerza Aérea Argentina (teniente Darío Valazza)
  - 1 grupo de la Compañía de Ingenieros 601 ESCUELA.
  - Apoyo aéreo (desde Puerto Argentino)
    - Aermacchi MB-339  de la 1.ª Escuadrilla Aeronaval de Ataque (capitán Carlos Alberto Molteni)
    - FMA IA-58 Pucará del Grupo 3 de Ataque de la Fuerza Aérea (mayor Miguel Manuel Navarro)
    - Helicópteros Bell UH-1 Iroquois del Batallón de Aviación de Combate 601, del ejército (mayor Juan Carlos Scarpa)

  - Refuerzos enviados desde Puerto Argentino[47]
    - Equipo de Combate «Guemes» y Compañía Comando del Regimiento 12 (teniente 1.º Esteban)
    - Compañía B, Regimiento 12 (capitán Eduardo Néstor Corsiglia)

## Desarrollo

### Movimientos previos

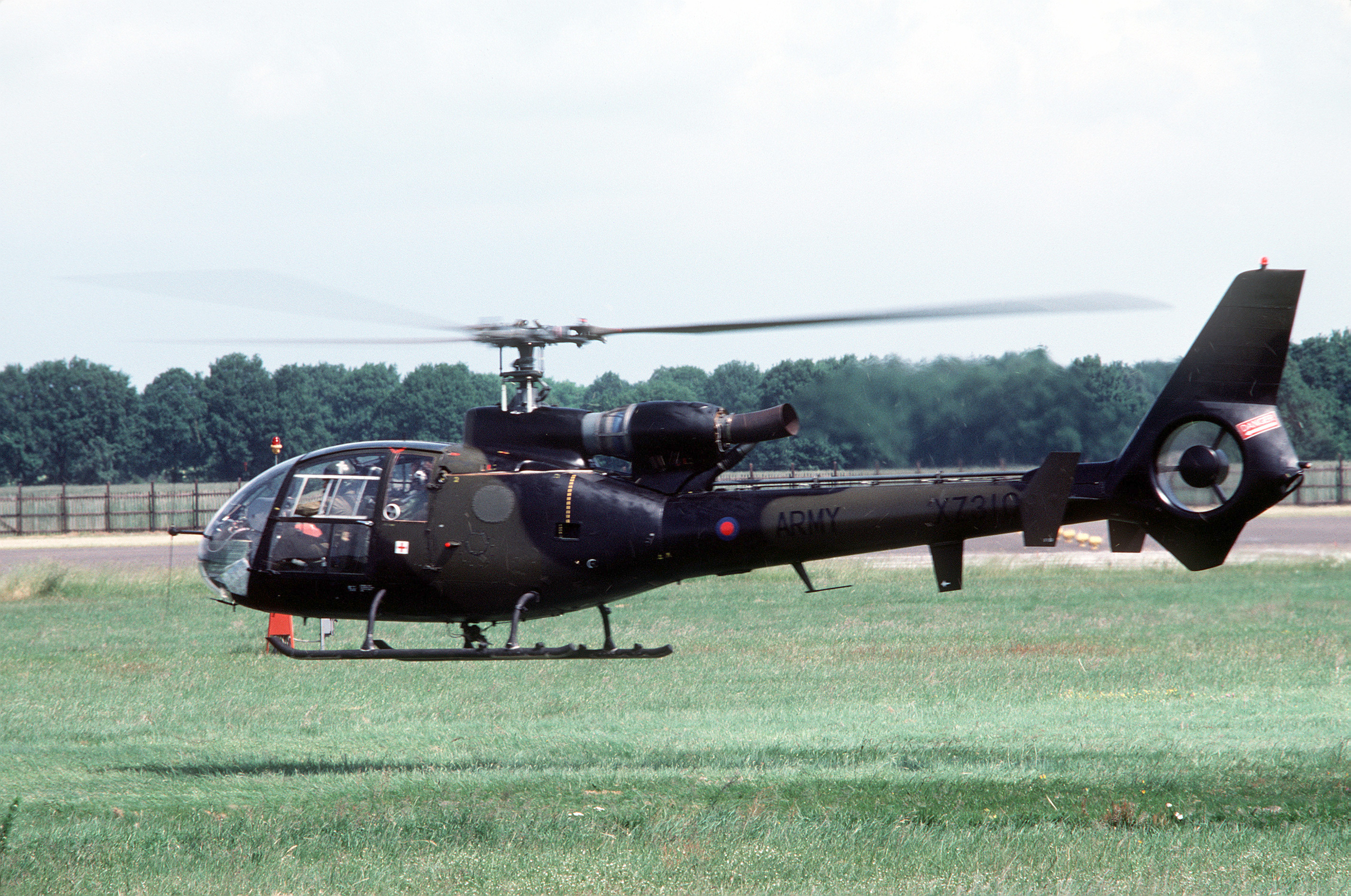
Helicópteros Gazelle similares a este proveyeron a los británicos de apoyo logístico inmediato, además de evacuar heridos.

Durante la tarde del 26 de mayo la compañía A del Regimiento 12 avanzó hacia el norte según lo ordenado en la orden 506; una sección realizó misiones de reconocimiento y combate, delante del grueso, sin tomar contacto con los británicos, mientras el resto de la compañía cavaba nuevas posiciones y acarreaba abastecimientos. También se transportaron manualmente dos obuses de 105 mm hacia posiciones avanzadas, con las cuales los argentinos hicieron fuego sobre la zona designada.
Mientras, los paracaidistas británicos habían iniciado su avance a pie en la tarde del 26 de mayo, llegando a Camilla Creek House a primeras horas de la mañana siguiente. Allí Jones montó su puesto de mando y envió patrullas para sondear la entrada al istmo, las cuales entablaron escaramuzas con la Sección Exploración del Teniente Carlos Marcelo Morales de la Compañía A del Regimiento 12, que todavía se estaba estableciendo en sus posiciones
En ambos bandos creció la tensión por la proximidad del enemigo. Los argentinos trabajaron contra reloj para preparar sus posiciones. Por su parte, el coronel Jones estaba furioso porque la BBC anunciaba en sus transmisiones que era inminente el ataque británico al istmo de Darwin, lo cual eliminaba el factor sorpresa.
Durante la mañana del 27 de mayo la avanzada de la sección de exploración se encontró con soldados británicos en la zona de Burntside House, alrededor de mediodía; se entabló un fuerte combate con las avanzadas británicas, las cuales rodearon a los hombres del Teniente Morales y los obligaron a rendirse. Las patrullas de exploración británicas debieron retirarse al atraer fuego de ametralladora de los hombres del Subteniente Peluffo, pero el Teniente 1.º Manresa perdió comunicación con su sección avanzada al perder el jeep del Teniente Morales.

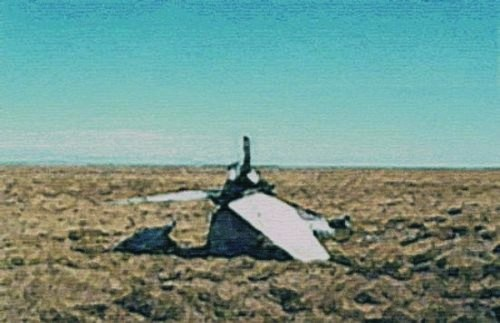
Restos del Harrier matrícula XZ988, derribado por fuego antiaéreo de 35 mm sobre Goose-Green

Mientras tanto, la RAF realizó ataques sobre la compañía A Argentina, desplegada en sus nuevas posiciones a la entrada del istmo de Darwin: un caza Harrier GR3, pilotado por el Comandante Bob Iveson, fue derribado por una ráfaga de artillería antiaérea de 35mm disparada desde Goose Green. Iveson logró eyectarse lejos de las líneas enemigas. Durante el resto del día los británicos lograron transportar con helicópteros su artillería de campaña (3 obuses de 105 mm) y pertrechos a Camilla Creek House; los cañones comenzaron a batir las posiciones adelantadas argentinas, mientras que desde el Estrecho de San Carlos, la fragata HMS Arrow abrió fuego con su cañón de 4,5 pulgadas (114 mm).
Al caer la noche Jones ordenó a sus tropas avanzar hasta la línea de partida prevista para el ataque. La compañía C del Mayor Hugh Jenner marchó en cabeza, seguida por las otras compañías del batallón y el propio Jones con su pelotón comando. Otras fracciones se ubicaron en la costa opuesta de Camilla Creek para brindar apoyo de fuego.
Durante la noche del 27 de mayo recrudecieron los intercambios de fuego con la adelantada sección exploración argentina. Mientras el Teniente 1.º Manresa procuraba averiguar lo que pasaba con sus soldados en la posición avanzada, Jones organizó a sus hombres para el ataque: la compañía D del Mayor Philip Neame quedó en reserva; la compañía A del Mayor Dair Farrar-Hockley se situó en el flanco izquierdo británico para atacar Burntside House; la compañía B del Mayor John Crosland del 2 PARA ocupó el flanco derecho; la compañía C, el centro.
A todo esto los cañones argentinos habían vuelto a sus posiciones originales, cerca de Goose Green, para no ser destruidos en campo abierto por los ataques aéreos. Los 145 soldados del Teniente 1.º Manresa soportaban el fuego de preparación de la artillería británica, contestando con imprecisos disparos de mortero y cañones sin retroceso.

### Ataque sobre Goose Green Parks

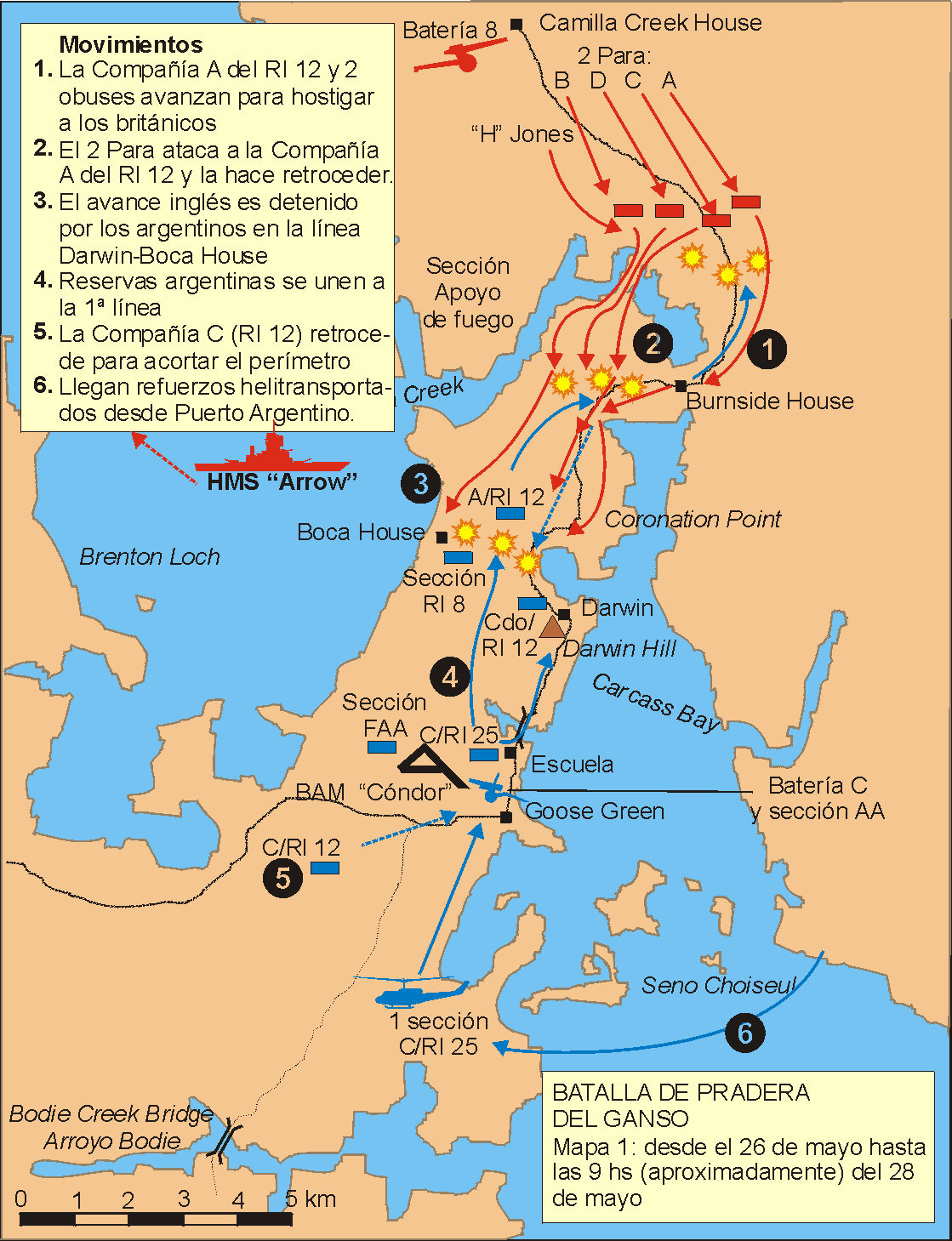
Los argentinos avanzan hacia el norte y los ingleses atacan la entrada al istmo.

A las 02:30 del viernes 28 de mayo, Jones ordenó atacar y las compañías A, B, C y D del 2.º Batallón de Paracaidistas (600 hombres) se lanzaron sobre las posiciones de la sección exploración y la compañía A del Regimiento 12. El Soldado Conscripto Esteban Bustamante (Pelotón de Exploración, RI 12) describió este primer enfrentamiento:

Empezamos a ver ingleses, que venían desde el norte de las columnas … Caía la noche, pero nos mandaron bengalas y se podía ver como de día … Al día siguiente, cuando comenzó a amanecer, comenzaron a acercarse, y los vimos a unos 200 metros … Ahora bien, había disparos de artillería en ambos lados … y el cabo dijo: fuego, fuego, van a venir encima de nosotros.

El combate fue encarnizado y soldados de la sección exploración argentina se replegaron sobre las posiciones de la compañía A, generando pánico entre los jóvenes reclutas, varios de los cuales abandonaron sus puestos y comenzaron a replegarse; los oficiales y suboficiales argentinos debieron apelar a toda su energía para reagrupar a sus hombres y evitar una desbandada.
La Compañía B del mayor John Crosland se lanzó sobre las posiciones de la Compañía A del Regimiento 12, batiéndola con intenso fuego de morteros y ametralladoras. La sección del subteniente Gustavo Malacalza es rebasada. Cuenta el teniente primero Jorge Manresa: 

Era tal la presión que estaba recibiendo Malacalza que tuvo que replegarse a través del campo minado que habíamos preparado una semana antes. Fue caminando adelante, diciendo a los soldados que pisen donde él había pisado.

Con gran precisión, las posiciones argentinas fueron castigadas con fuego de artillería naval y de campaña antes de que los paracaidistas las tomasen por asalto. La radio de Manresa resultó averiada y perdió contacto con su jefe, de modo que debió luchar solo. La artillería argentina comenzó a hacer fuego al percibir el asalto británico, pero por la falta de comunicaciones su fuego no estaba dirigido y fue en gran parte ineficaz.
Así y todo, las posiciones argentinas castigaron con fuego de ametralladoras a los paracaidistas que avanzaban al descubierto y les infligieron tres muertos. Los británicos tuvieron que separarse en pequeños grupos para evitar ser aniquilados, y acercarse lo suficiente para disparar cohetes y lanzar granadas. El sargento José Ramón Zarza (Compañía A del RI 12) dijo más tarde:

La noche del 28 a la 1 a. m. de la mañana comenzó el avance británico. Nos sorprendió, no lo esperábamos. Cuando comenzó nos iluminaron el campo de combate, una iluminación con luces de bengalas tiradas desde la bahía de San Carlos. Durante 5 o 6 horas fue de día... Nos tiraban con ametralladoras de a 300 o 400 metros con un volumen impresionante.

En Coronation Ridge, la Compañía D del mayor Neame sufrió varias bajas, lo que afectó los nervios del teniente británico Chris Waddington. El soldado paracaidista David Parr cortó y guardó en su mochila las orejas de los soldados argentinos muertos en esta acción. Murió por fuego amigo en la Batalla de Wireless Ridge.
Después de media hora de combate el flanco izquierdo argentino comenzaba a ceder y el teniente primero Manresa reunió un pequeño grupo de soldados y contraatacó, estabilizando la situación. Ante un nuevo empuje de los paracaidistas de la Compañía B del mayor Crosland, el flanco izquierdo argentino cedió y Manresa ordenó el repliegue hacia la primera línea de retardo: las posiciones que ocupaba antes del 26 de mayo.
En tanto, el mayor Farrar-Hockley  y su compañía A tomaron Burntside House y llegaron a Coronation Point, ya cerca del pequeño poblado de Darwin. Las Compañías B y C, seguidas por la Compañía D en reserva, avanzaron presionando a los argentinos en retirada, pero cuando amaneció todavía no habían logrado acercarse a la línea de defensa principal argentina.

### Lucha en la línea Darwin-Boca House
Alrededor de las 07:30, los británicos tropezaron con la resistencia de nuevas fracciones argentinas: en Boca House se encontraba una sección de infantería del Regimiento 8 argentino al mando del subteniente Guillermo Ricardo Aliaga, mientras que en Darwin Hill y el sector central se encontraba un variopinto grupo de defensores: se trataba de soldados de la compañía Comando y Servicios del Regimiento 12 (cocineros, abastecedores) y dirigidos por el subteniente Ernesto Orlando Peluffo. A esta línea se sumaron los restos de la Compañía A de Manresa, alrededor de las 06:30 del 28 de mayo. Según el subteniene Peluffo:
La situación estaba muy confusa cuando vimos tropas que se aproximaban. Al principio no sabíamos si se trataba del enemigo o de parte de nuestro regimiento que se retiraba hacia nuestra línea. Pensamos que podían ser nuestras tropas. Ellos sabían qué camino tomar en los campos minados. En realidad, eran tropas británicas, y después supimos que cruzaron los campos minados guiados por isleños que habían escapado de Pradera del Ganso. En ese momento se inició el combate. Alrededor de nosotros empezaron a estallar granadas de morteros, saltamos adentro de nuestros pozos de zorro y abrimos fuego con armas automáticas. Había disparos por todas partes, un fuego intenso llovía sobre ambos bandos. Las granadas de mortero y los misiles guiados por cable estallaron muy cerca de nuestras posiciones y tuvimos que esperar una pausa en el bombardeo para poder salir y disparar. Así seguimos durante unas tres horas. Murieron varios de nuestros soldados y cuadros. Yo no tenía mucho tiempo para pensar en los muertos o en mi propia seguridad. No pensaba en mi familia o en lo que había dejado atrás. Ahora mi deber era conducir y motivar a mis hombres con gritos de batalla, especialmente el canto de guerra de la provincia de Corrientes, que nos hacía hervir la sangre. Estábamos todos dispuestos a morir. Los paras se acercaban más y más, trataban de desbordarnos por el flanco. Evitaban un asalto frontal porque les estábamos presentando una dura resistencia.
El avance británico quedó atascado, pues la luz del día daba ventaja a los defensores, que ahora combatían en posiciones preparadas de antemano. Los temerarios ataques británicos no lograron conmover la línea defensiva.
Piaggi apreció que la defensa necesitaba ser reforzada. Envió parte de su reserva concentrada en Goose Green: una sección de fusileros del Regimiento 25 bajo el mando del teniente Roberto Néstor Estévez; quien arengó a su tropa:

Por fin ha llegado el momento más importante de sus vidas como soldados; si recuerdan toda la preparación que han tenido, la fracción tiene más posibilidades de cumplir con la misión.

Finalizó la corta alocución con otra concisa frase: «¡Confío en la sección!». Pronto estarían inmersos en el combate.
Estévez avanzó hasta las inmediaciones de Boca House y se trabó en combate con los británicos, siendo herido de gravedad. Durante el encarnizado encuentro Estévez tomó una radio y comenzó a reglar el fuego de la artillería, contribuyendo a frenar el ataque británico. Cuando este oficial cayó muerto, un suboficial (Cabo Mario Rodolfo Castro) tomó su puesto y corrió igual suerte; el soldado conscripto Fabricio Edgar Carrascul tomó la radio para continuar la tarea y también fue abatido.
El soldado conscripto Sergio Daniel Rodríguez, del Regimiento 25, fue gravemente herido en el inicio de este combate, por lo que quedó resguardado en un pozo de zorro junto a otros efectivos del RI 12, uno de los cuales empuñó la MAG de Rodríguez y comenzó a abrir fuego contra las fuerzas británicas. En una edición especial del diario Tiempo Argentino (mayo de 1983, pág. 10) relata así la muerte del teniente Estévez:

(…) llegó a mi posición el teniente Estévez herido con dos balazos en el cuerpo, en la pierna derecha y en el brazo, que lo tenía colgado. Me preguntó si estaba herido, que lo de él no era nada (…) seguía dando órdenes y haciéndonos sostener el combate, mientras él con su único brazo sano se comunicaba con el comando, dando toda la información sobre el enemigo. No sé cómo los ingleses habían tomado posiciones tan altas. Estaba hablando por radio a mi lado cuando recibió otro balazo en la cabeza que le entró por el pómulo derecho. El impacto lo tiró para atrás a Estévez. Yo ya no tenía miedo ni nada. Era como que esperaba tener a tiro a un inglés, o lo mato yo a él, o él me mata a mí. Y el teniente desangrándose… Hubo un momento en que me rozaron dos esquirlas la cabeza, y el teniente Estévez que agonizaba en silencio, me pide que me ponga el casco de un muerto. Me caían los hilitos de sangre por la cara. Cuando me volví a mirarlo, mi teniente Estévez había muerto…

El valor y devoción de este oficial argentino quedó retratado en una conmovedora carta escrita a sus familiares el 27 de marzo de 1982, pocos días antes de partir hacia las islas.
La sección de reserva argentina sufrió enormes perdidas, pero hacia las 09:30 los británicos suspendieron su avance y las Compañías A y B del 2 PARA retrocedieron baja la cobertura de granadas de humo, buscando protección. El teniente Clive Livingstone expresó su admiración: —¡Tantas mentiras que se nos dijeron acerca de que no querían pelear, y están peleando como leones!—.
Entre los sobrevivientes de los combates iniciales por las alturas de Darwin, se destacaron el sargento 1.º Buenaventura Jumilla y los cabos Genaro Bordón y Ramón Ángel Quintana del Regimiento 12 y el cabo 1.º Osvaldo Faustino Olmos del Regimiento 25, quien combatió como francotirador hasta agotar sus municiones.
En el ínterin, dos helicópteros, piloteados por el capitán Jorge Svendsen y el teniente Marcelo Florio, cargan cinco heridos del Regimiento 25 para trasladarlos a Puerto Argentino. El soldado conscripto Claudio García, del Regimiento 8, con un jeep Land Rover, transporta decenas de heridos a la retaguardia, bajo fuego enemigo.
Los combates habían significado un gran gasto de munición, y los paracaidistas debieron proveerse con las municiones de sus compañeros muertos y heridos.

### Refuerzos argentinos
Jones estableció su puesto de mando en el sector oriental de la línea de combate, cerca de la Compañía A de Farrar-Hockley  que estaba detenida frente a Darwin. Los artilleros británicos tiraban sin respiro, mientras que cuatro helicópteros trasladaban munición y evacuaban heridos. Pero con la llegada de la luz diurna la fragata Arrow abandonó su misión de apoyo de fuego por temor a los ataques aéreos argentinos.
En efecto, poco después llegaron sobre el campo de batalla aviones Pucara enviados desde la capital malvinense, los cuales bombardearon a los paracaidistas y los presionaron a retirarse en busca de refugio.
Los argentinos aprovecharon esta pausa para recomponer su primera línea, aunque las pérdidas en hombres y material eran graves. Piaggi ordenó que su Compañía C, situada al sur del istmo, se replegara cerca de Goose Green para acortar el perímetro defensivo.  
Alrededor de las 9 de la mañana llegaron refuerzos: se trataba del Equipo de Combate «Güemes» de Regimiento 25, los cuales fueron depositados 8 kilómetros al sur de Goose Green. Esto permitió a Piaggi recomponer su reserva y sacar de ella una sección de tiradores para enviarla hacia Darwin Hill, pues la compañía A de los paracaidistas parecía reiniciar el ataque. A las 13.00 horas, la sección argentina, comandada por el subteniente Juan José Gómez Centurión avanzó hacia Darwin Hill para bloquear a los británicos.

### Muerte del teniente coronel Jones
Este es uno de los episodios más debatidos de la guerra de Malvinas. Según la versión oficial británica, Herbert Jones observó que un nido de ametralladoras argentino mantenía inmovilizada a la compañía A del mayor Farrar-Hockley; y decidió atacarla en persona para estimular a sus tropas. Antes de lanzarse al asalto instó a la Compañía A a pelear como verdaderos hombres, Vamos Compañía A, quitense las faldas. ¡Seguirme! Dirigió su pelotón comando contra la posición argentina y cayó en el ataque, junto a un suboficial y dos oficiales (Capitanes).
La versión oficial del Ejército Argentino es que la sección de fusileros AOR (Aspirante a Oficiales de Reserva) enviada de refuerzo a la Colina de Darwin, divisó a una columna de paracaidistas y la emboscó, inmovilizándola sobre el terreno. Jones, queriendo demostrar a sus hombres como había que combatir, se adelantó sobre una trinchera argentina con intenciones de tomarla por asalto. En ese momento fue divisado por el soldado conscripto Guillermo Huircapan (tirador de FAL 7,62 mm) y Oscar Ledesma (artillero de ametralladora MAG Tipo 60-20 7,62 mm) quienes lo abatieron en la Colina Darwin. Oscar Ledesma dijo: «No vio mi ametralladora MAG».
Al morir «H» Jones, lo hizo al frente de sus tropas, ya que en su opinión «la única manera de dirigir es dirigiendo, desde el frente».
El mando del ataque pasó al segundo jefe del batallón, el mayor Chris Keeble, quien contempló una serie de malas noticias: un helicóptero sanitario (piloteado por el teniente Richard Nunn) que se dirigía a evacuar al jefe británico fue abatido por un Pucará (piloteado por el teniente Miguel Giménez) cerca de Camilla Creek House; habían sido muertos dos capitanes del batallón (Chris Dent y David Wood); luego, el avance sobre Darwin Hill se había vuelto a detener. La victoria esperada está muy lejos, e hizo que Keeble exclamara: «¿Cómo diablos capturo Goose Green?». El cabo David Abols diría más tarde que fue un francotirador argentino (cabo 1.º Osvaldo Faustino Olmos) quien mató o hirió de gravedad a siete paracaidistas con tiros en la cabeza durante el asalto británico inicial y que fue el responsable en detener al batallón británico. «Este fuego de francotirador fue responsable de la muerte de al menos siete paracaidistas... todos con disparos en la cabeza. Esa es la razón principal por la que la Compañía A quedó aferrada».

### Reinicio del ataque británico

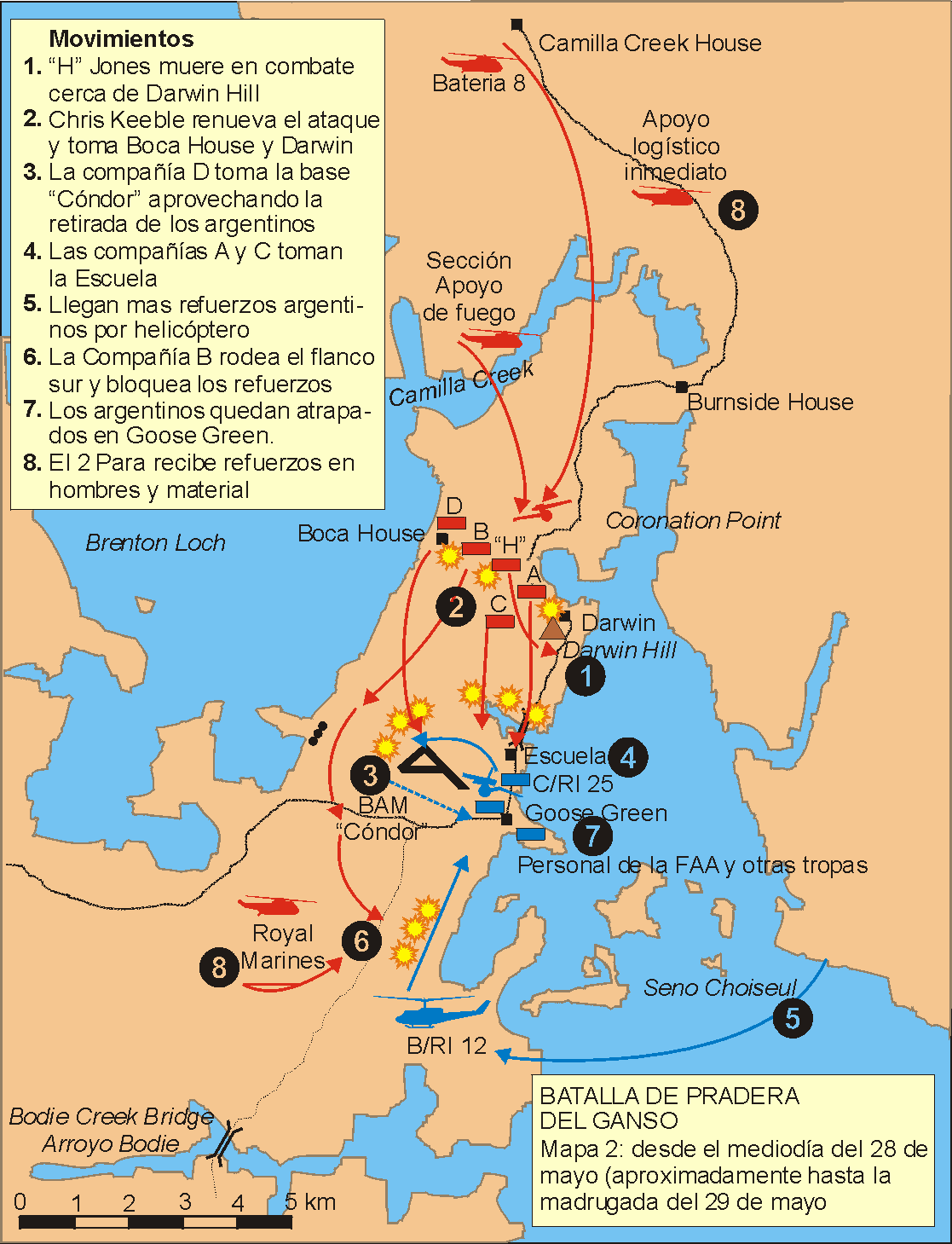
Evolución de la batalla a partir del segundo ataque británico.

Piaggi se comunicó con su superior, el general Parada, y le informó que el ataque británico había sido detenido. Parada lo felicitó y le ordenó «iniciar la persecución»; Piaggi contestó que no estaba en condiciones, y Parada reiteró la orden, prometiéndole apoyo.
Entretanto, Keeble decidió emplear la compañía D y tomar en primer lugar el reducto argentino de Boca House para poder flanquear el resto de las posiciones argentinas. Poco después del mediodía, precedido por una preparación artillera de gran magnitud, las compañías B y D británicas atacaron a los soldados argentinos atrincherados, empleando misiles filoguiados «Milán», morteros y cohetes de fósforo blanco para iluminar el campo de batalla. Los argentinos fueron aferrados y rodeados, tras lo cual los paracaidistas pasaron al asalto de la posición. El subteniente Aliaga cayó herido y cuando toda resistencia fue imposible, ordenó la rendición.

Al mismo tiempo, la compañía C del mayor Jenner atacó las trincheras en el sector central, mientras Farrar-Hockley renovaba el ataque sobre Darwin Hill. El teniente 1.º Carlos Colugnatti y el sargento 1.º Juan Carlos Coelho organizan a los soldados conscriptos para rechazar los nuevos ataques británicos y son heridos en la acción. Entre tanto, camilleros y médicos del Ejército (teniente 1.º Juan Carlos Adjigogovich) y Fuerza Aérea (teniente Carlos Beranek) recorrían los sectores efectuando las primeras curas a los heridos y derivando a los más graves a puestos de socorro en Pradera del Ganso. En todos los sectores los británicos emplearon gran volumen de fuego, sobre todo los mortíferos «Milán»; este poder de fuego sumado a la mayor preparación de los combatientes ingleses lentamente se impuso y la línea argentina resultó perforada. Poco después cayó el reducto de Darwin Hill y el teniente Manresa ordenó el repliegue hacia la segunda línea de retardo, en proximidades de Goose Green. El otro jefe argentino, subteniente Peluffo, resultó gravemente herido y cayó prisionero. El subteniente Ernesto Peluffo recuerda el asalto final contra la colina Darwin:

Sin embargo, el fuego de ellos era muy preciso.  Recuerdo haber visto un cabo que recibía un impacto directo de un misil guiado por cable. Un soldado de mi trinchera cayó herido y yo tomé su fusil automático y abrí fuego, pero el enemigo todavía continuaba en su intento de desbordarnos por el flanco. Un soldado que estaba haciendo un uso muy efectivo de un lanzador de misiles antipersonales también fue herido y el lanzador quedó destruido. A un hombre que estaba al lado mío le arrancaron el fusil de un tiro. Dijo: "Señor, están muy cerca, muy cerca". Alcanzábamos a oír a los soldados británicos que nos gritaban que nos rindiéramos, en inglés y en español. Habia explosiones en todas partes alrededor de nosotros. Había explosiones en todas partes alrededor de nosotros. En ese momento recibí un impacto en la cabeza y caí al fondo de mi trinchera.  El soldado que me trató, al ver la herida me dijo: "No se preocupe, señor, es sólo superficial".   Yo tratéde ponerme de pie y empenar un fusil, pero no pude, me sentia muy mareado. Ordené al soldado que continuara disparando y que indicara a las otras posiciones que se prepararan para resistir el asalto del enemigo con bayonetas si era necesario.  Ellos seguían gritándonos que nos rindiéramos, pero yo no podía soportar la idea de ser derrotado, de rendirnos tan rápido, de entregar algo que era realmente mío, el territorio de las Malvinas. Finalmente comprendí que era inútil continuar sacrificando vidas, que estaba todo perdido y que no tenía sentido seguir la lucha.
A las 13.15 horas recién pudieron los británicos tomar Darwin Hill. Unos 200 soldados argentinos habían resistido durante más de seis horas el asalto contra Boca House y Darwin Hill. A esa hora la fracción a cargo del subteniente Juan José Gómez Centurión avanzó hacia la Escuela Darwin bajo fuego de artillería enemiga. Mientras tanto, el teniente 1.º Ernesto Hugo Kishimoto continuó dirigiendo mediante su Pelotón de Comunicaciones el fuego de los morteros pesados argentinos.  
Keeble estableció su puesto de mando en Darwin Hill y ordenó un triple avance: mientras Crosland y su Compañía B avanzaban hacia el sur para rodear Goose Green desde ese sector, el mayor Neame y la Compañía D atacarían la pista de aterrizaje. Las Compañías C y A (Jenner y Farrar-Hockley) debían atacar la Escuela desde Darwin Hill. Alrededor de las 17 horas las fuerzas argentinas se retiraron hacia la Escuela, fuertemente presionadas por los hombres de Jenner y Farrar-Hockley. Al percibir la situación, los cañones antiaéreos del Subteniente Claudio Oscar Braghini (GADA 601) abren fuego contra más de 120 paracaidistas británicos, provocando inicialmente un muerto y once heridos a las compañías británicas, que incluyeron al mayor Hugh Jenner, herido en la espalda.
Por el oeste, los hombres de Neame pudieron tomar la pista de aterrizaje sin mayor dificultad, ya que los efectivos de la batería antiaérea de la Fuerza Aérea Argentina encargados de la defensa de ese sector se habían replegado bajo fuego de morteros, sin informar a Piaggi; cuando este supo lo que había pasado envió algunos soldados del Regimiento 12, que fueron rechazados. Esto facilitó que los hombres de Crosland pudieran avanzar hacia el sur y amenazar el perímetro argentino desde esa dirección, cercando a parte de la Compañía C del Regimiento 12. Durante el desarrollo de los combates en la Base Aérea Militar Cóndor, fueron destruidos tres cañones antiaéreos Rheinmetall y murieron tres conscriptos de la Fuerza Aérea que protegían el perímetro de seguridad de la base. El jefe de la batería de cañones Rheinmetall y radar Elta, teniente Darío Valazza, fue herido.
La aviación argentina volvió a efectuar ataques contra los paracaidistas, pero éstos lograron derribar un Pucará y un Aermacchi.

### Cerco final
Cuando los británicos llegaron sobre la segunda línea de defensa argentina, los obuses de 105 mm comenzaron a disparar en tiro directo, a lo que se sumó el fuego de los cañones antiaéreos que disparaban contra blancos en tierra. La situación de los defensores se hizo delicada, pues también aparecieron aviones Harrier GR.3 de la RAF, efectuando ataques al suelo.
El fuego rasante de la artillería antiaérea del GADA 601 provocó numerosas bajas entre las filas de la compañía C del batallón británico, la cual vio mermada su capacidad combativa en un 20 %. Entre los heridos se contaba el jefe de la unidad, mayor Hugh Jenner. Un pelotón de la compañía A, agregado a la C, se vio obligado a retirarse detrás de la colina de Darwin por el resto de la batalla. Los paracaidistas británicos Mark Hollman-Smith, de la Compañía C, y Steve Dixon, de la D, murieron en la acción.
La posición defensiva de la Escuela fue tomada por los británicos y dio motivo para otro episodio enigmático de la guerra. Algunas fuentes británicas sostienen que soldados de una trinchera argentina agitaron un trapo blanco para rendirse, y cuando el teniente Jim Barry y dos paracaidistas se adelantaron para hacerlos prisioneros, fueron abatidos desde otra trinchera argentina. Enfurecidos por lo que consideraron un ardid, los demás paracaidistas atacaron la Escuela y dicen habar matado a todos los defensores, hasta que el edificio estalló. Otras versiones, incluyendo la mayoría de los relatos argentinos, es que la abandonada escuela fue destruida por el fuego directo de la artillería antiaérea argentina luego de que los soldados británicos tomaron la posición, obligándolos a retirarse.
A las 13:00, los hombres a cargo del subteniente Juan José Gómez Centurión contraatacaron y, aunque batidos por el fuego enemigo, lograron alcanzar la Base Aérea Militar Cóndor. En esas circunstancias se produjo un alto en fuego y hubo un parlamento entre el Teniente  Barry y el Subteniente Gómez Centurión. Ambos pidieron la rendición del otro. En el enfrentamiento armado que siguió, el Teniente Barry perdió la vida. Gómez Centurión se dio cuenta de que Barry lo distraía con el parlamento de la rendición mientras el resto de los británicos flanqueaba su posición, por lo que abrió fuego contra Barry con su FAL, abatiéndolo. Poco tiempo después, los cabos británicos Paul Sullivan y Nigel Smith, de la Compañía D, murieron en el retrocedo  británico. Combatiendo furioso, se inició el repliegue de estas tropas asediadas.
Al replegarse, el subteniente César Álvarez Berro efectuó con 20 hombres un ataque batiendo a la Compañía D del Mayor Neame para permitir el repliegue de los sobrevivientes de la sección del subteniente Gómez Centurión. 
El teniente Chris Webster conservaba sólo la mitad de su pelotón: los hombres del cabo Owen habían quedado custodiando a los capturados en Boca House, y los hombres del Cabo Staddon habían sufrido dos muertos y un herido, y dos paracaidistas de 17 años, "dos muchachos muy jóvenes estaban en pedazos, con los nervios quebrados al amanecer".
Sin embargo, una vez perdida la posición defensiva alrededor de la escuela y la pista de aterrizaje, las fuerzas argentinas quedaron acorraladas en torno a Goose Green; además, el intenso fuego de morteros logró inutilizar la artillería antiaérea que disparaba contra los paracaidistas. Piaggi se comunicó con Parada y este le ordenó romper el contacto con el enemigo y retirarse hacia Bodie Creek Bridge para ser evacuado junto a sus fuerzas. Piaggi opinó que no podía zafar del contacto con los británicos, y que una retirada como la planeada sería muy difícil.
La compañía C en tanto, sosteniendo sus posiciones al sur del istmo, recibía la orden de repliegue impartida por Piaggi. Es así que su 2° Sección de Tiradores, al mando del Subteniente Leonardo Durán, inició el dificultoso repliegue ordenado, sorteando una mortífera red tejida por munición trazante enemiga, mientras las explosiones en las afueras del caserío no cesaban. En tanto, la 1° Sección, que era la que se encontraba más alejada en dirección sudoeste, al mando del Subteniente Carlos Osvaldo Aldao, procedió del mismo modo. El Teniente Carlos María Marturet, jefe de la Sección Apoyo, replegó su elemento, distribuyendo entre algunas viviendas, dos o tres grupos de sus hombres, conformando sectores de observación y fuego. Recién en esas nuevas posiciones, los jefes de sección lograron recuperar la comunicación con su jefe de compañía. En aquellos momentos, persistía la posibilidad de que grupos aislados del Regimiento 12 trataran de reintegrarse a sus filas después de los intensos combates. De allí la decisión del Teniente 1.º Ramón Duaso Fernández de enviar una patrulla de exploración a fin de identificar a las tropas ubicadas en el frente, encabezada por el Subteniente Aldao y los Soldados Conscriptos Roque Evaristo Sánchez y Avelino Néstor Oscar Pegoraro. A poco de su recorrido fueron recibidos por fuego de armas automáticas enemigas, siendo abatidos ambos soldados y Aldao tomado prisionero. En tanto, el Subteniente Durán desde su nueva posición pudo comprobar que del flanco derecho, una ametralladora británica batía su sección con munición trazante. Sabiendo que las consecuencias serían terminales para su fracción, el subteniente se arrastró hacia el grupo del Cabo Guillermo Gerardo Gómez, ubicado al extremo derecho y le ordenó tomar frente hacia la MAG de los británicos. Durán inició la apertura de fuego reunido sobre el arma enemiga junto con Gómez y su grupo de tiradores, y ésta ya no volvió a oírse. El Subteniente Aldao, aprovechando una distracción de los efectivos que lo vigilaban, logró huir con un suboficial y reincorpararse a las propias filas.  
Al atardecer el Subteniente Orlando Lucero reunió a los dispersos y formando una sección de tiradores los situó en una zona de cobertizos, para permitir el repliegue de efectivos argentinos comprometidos. A esa altura de los acontecimientos, la Fuerza de Tareas Mercedes, se encontraba completamente rodeada. Sin pozos de zorro, sin abrigo, sin comida y con escasísima munición, los hombres de la compañía C se dispusieron a pasar la noche, a la espera de novedades sobre la continuidad del combate.
Entretanto Parada había enviado nuevos refuerzos helitransportados: se trataba de hombres de la Compañía B del Regimiento 12, trasladados desde Monte Kent. Cuando aterrizaron a unos 6 kilómetros de Goose Green, en el sector sur, la artillería británica comenzó a batirlos, provocando cierta dispersión. Este grupo se encaminó hacia Goose Green, aunque la oscuridad, la falta de guías y el fuego enemigo le impidieron sumarse a la posición principal. Recién en la madrugada del 29 de mayo las secciones de tiradores de los Subtenientes Daniel Fernando Benítez y Ramón Antonio de Jesús Cañete lograron presentarse en el puesto comando de Piaggi.
El mayor Chris Keeble hizo un balance de la situación y estimó que uno de cada seis paracaidistas británicos habían sido muertos o heridos en los combates: En ese anochecer, hice un balance de nuestra posición. Hacía mucho frío, estaba nevando, uno de cada seis de nosotros había resultado muerto o herido y yacían a nuestro alrededor. Nuestro apoyo logístico realmente no había provisionado todas nuestras municiones. Estábamos muy escasos de municiones y estábamos exhaustos. Llevábamos luchando algo así como dieciséis horas y aún no habíamos cumplido la misión.
El médico cirujano Rick Jolly dice que su hospital de campaña recibió esa tarde, 80 británicos heridos y que casi 50 de los paracaidistas heridos requirieron tratamiento de emergencia: A lo largo de la tarde, llegan helicópteros y descargan la carga humana herida. Más tarde, sumamos los números; cerca de 80 pacientes han sido procesados a través del hospital de campaña con 47 operados bajo anestesia general.
Durante la noche del 28 al 29 de mayo, en una clara violación de la Convención de Ginebra, el diario británico «The Independent» en 1992 señaló como responsable de crímenes de guerra contra soldados argentinos a un piloto de helicóptero británico, quien rehusó evacuar a un malherido joven conscripto, soldado Horacio Giraudo del Regimiento 25, quien horas después falleció.
Según Guillermo Nelson Huircapan: Murieron varios soldados sin atención médica. En el amanecer del 29 pudieron los ingleses traer sus helicópteros, donde los prisioneros y heridos fuimos trasladados al hospital de Bahía Ajax. Yo tenía la oreja y el cuero cabelludo lastimados por el estallido de esquirlas, pero no era nada comparado a otros heridos que la estaban pasando mal. Nos llevaron a Puerto San Carlos y al otro día nos embarcaron en el buque Saint Edmund.
El oficial médico del 2 PARA, capitán Steve Hughes confirmaría que todos los pilotos de helicópteros británicos se negaron a evacuar a los heridos argentinos durante la batalla tras la muerte del teniente Richard Nunn cuando su helicóptero Scout fue derribado a las 11:55 horas por un Pucará.

### Noche de decisiones
Al anochecer del 28 de mayo los británicos comenzaron a disminuir su fuego. El mayor Keeble, al ver a los argentinos cercados, tuvo confianza en una pronta victoria. Decidió bombardear primero Goose Green y luego enviar a sus paracaidistas a eliminar los restos de resistencia. Pero cuando supo que allí había un centenar de civiles malvinenses, se preocupó y comenzó a pensar en la manera de empujar a los argentinos a rendirse sin luchar. Decidió realizar una demostración de fuego al día siguiente para convencer a los defensores que era inútil resistir.
Comenzó entonces el acarreo de munición y de artillería. Marines del Batallón 42 fueron puestos bajo el mando de Keeble.
Mientras esto ocurría, los argentinos trataron de recomponer sus líneas y Piaggi convocó a una reunión de oficiales para debatir el curso de acción a tomar. En su opinión la orden de retirada impartida por Parada era irrealizable, y continuar luchando no ofrecía posibilidades de éxito. Le preocupaba además que los británicos bombardearan el poblado y provocaran una matanza en la población civil.
La reunión fue acalorada: Piaggi opinaba que si no se podía revertir la situación, la capitulación era la única decisión. Algunos propusieron utilizar la Compañía B (de la cual se sabía que había llegado aunque aún no se conocía su paradero), Piaggi pidió al jefe de la Base “Cóndor” que armara a sus hombres como fusileros, a lo que este se negó. Finalmente Piaggi se comunicó con Parada, el cual le confesó que no podía enviarle más refuerzos ni medios para evacuar la posición. Además, los jefes argentinos no sabían nada acerca del enemigo al que se enfrentaban, por ejemplo su cantidad de efectivos o sus medios de combate, por lo cual no podía asegurar que una continuación de la resistencia tuviera posibilidades de éxito. Ante este panorama Piaggi decidió parlamentar.
En cuanto al estado físico y anímico del batallón británico, el soldado paracaidista David Brown de la Compañía C dice que solamente quedaban en pie 190 hombres del 2 PARA al amanecer el 29 de mayo para continuar combatiendo:

De nuestra compañía de cincuenta y cinco, en un momento dado éramos solo nueve allí arriba ... Eventualmente, elementos de la Compañía C lograron comenzar a extraerse y creo que para la mañana alrededor de treinta habían logrado retroceder y subir esa pendiente durante la noche ... La dotación normal de un batallón es de unos 650 ... y esa mañana nos quedaban solamente 190 hombres para continuar la luchar.

### Rendición
Un kelper fue enviado a las líneas británicas con una propuesta de rendición. Keeble aceptó y envió dos prisioneros argentinos para informar a Piaggi sus condiciones: los argentinos debían rendirse o aceptar las consecuencias de una continuación del combate. Piaggi interpretó que los británicos estaban dispuestos incluso a bombardear Goose Green y cargar sobre las espaldas de los argentinos la responsabilidad por la muerte de civiles inocentes. En horas de la mañana Piaggi y Pedrozo conferenciaron con Keeble y otros oficiales, insistiendo este en sus condiciones. En ese momento los argentinos decidieron rendirse condicionalmente a los británicos.
Se vivió un momento alarmante cuando los británicos descubrieron a la Sección del Subteniente Carlos Francisco Tamini que marchaba desde el sur en actitud de combate: eran soldados de la compañía B llegados la noche anterior y que se habían extraviado en su marcha a Goose Green; por lo tanto, desconocían lo que estaba pasando. Keeble se disponía a abrir fuego cuando Piaggi le comunicó lo que sucedía con esos soldados: Keeble accedió a no disparar y los soldados argentinos, a la vista de todos y sin saber que habían estado a punto de morir, llegaron a Goose Green.
Poco después el Vicecomodoro Pedrozo, como oficial más antiguo, presentó la rendición condicional, la cual se llevó a efecto con honores militares y fuera de la vista de los civiles.

## Consecuencias

### Explosión de munición

Acta histórica labrada por personal de las FFAA argentinas momentos posteriores a la explosión de munición del 01JUN82 en La Pradera del Ganso.

Luego de los duros combates en la Pradera del Ganso, las fuerzas inglesas obligaron a los prisioneros de guerra argentinos a realizar tareas de fajina, algunas de ellas, de altísimo riesgo, contrariando lo previsto sobre el particular por la Convención de Ginebra. En la tarde del 1° de junio, un grupo de soldados a cargo del subteniente Leonardo Durán, Jefe de la Segunda Sección de Tiradores de la Compañía C del RI 12, se vieron obligados a realizar un traslado de munición y explosivos, colocados en forma precaria en cajones mal estibados, próximos al galpón de esquila donde se encontraban hacinados el resto de los prisioneros, con el fin de alejar ese material del lugar. Previamente a la concreción de esta actividad y habiendo tomado conocimiento de la intención inglesa de utilizar a un grupo de prisioneros a tal fin, el subteniente Juan José Gómez Centurión, de la Compañía C del RI 25, intentó persuadir sin éxito, al mayor Alberto Frontera, segundo Jefe del RI 12, de negarse a la realización de dicho traslado. Del mismo modo, el subteniente Durán, anoticiado por los británicos de la tarea a llevar a cabo y ante la peligrosidad de la misma, solicitó autorización para reingresar al galpón a plantear el tema al mayor Frontera. “Mire Durán, si no lo hacemos nos sacan del galpón y se nos pueden morir algunos hombres por el frío”, fue la respuesta recibida por parte del segundo Jefe del “12”, agregando el interrogante “¿la munición es argentina?” y ante la respuesta afirmativa del subteniente Durán, el mayor Frontera sentenció “entonces hágalo”. No teniendo otra alternativa que cumplir la orden impartida, pero consciente del peligro que implicaba la tarea, el subteniente Durán inició con el grupo el delicado traslado, custodiados, desde una distancia prudencial, por efectivos ingleses. El joven oficial organizó a sus soldados en dos hileras, formando parejas, para poder así tomar de ambos lados, cada uno de los cajones. De ese modo comenzó el desplazamiento y, en pocos minutos, en el segundo o tercer viaje, se produjo una tremenda explosión, en la que resultaron muertos los soldados Rafael Barrios, José Ramón Ferrau  y Víctor Rodríguez (quien murió en el hospital de campaña británico en Bahía Ajax, a consecuencia de las gravísimas heridas) y heridos de distinta consideración, el subteniente Leonardo Durán y los soldados Raúl Vallejos -perdió ambas piernas-, Ricardo Pinatti, Ángel Urban, Ricardo Jakuisuk, Gerardo Fernández, Luis Spinberger, Hugo Duarte, Francisco Ocampo y Martín Flores -a quien en un principio se lo diera por desaparecido-. El terrible hecho quedó registrado en un acta labrada por oficiales del RI 12, con la nómina de los afectados por la explosión, haciendo constar además, el accionar de un efectivo inglés que disparó sobre uno de los soldados argentinos malherido. Un batallón de Gurkhas relevaría a los paracaidistas británicos y ayudarían en despejar el campo de batalla, pero perderían a un fusilero, el Cabo Budhaprasad Limbu al activar una trampa explosiva argentina.

### Después de la batalla
En la batalla de Prado del Ganso los argentinos tuvieron 50 muertos y unos 140 heridos. En un principio los británicos difundieron la cifra de 250 argentinos muertos, luego rectificada. Los vencedores admitieron haber sufrido 12 muertos y una cifra no precisada de 30-40 heridos. Según la más reciente Historia Oficial Británica escrita por Sir Lawrence Freedman, los británicos sufrieron 16 muertos y 66 heridos de mayor o menor gravedad.(fuente), mientras que el médico británico Rick Jolly del rango de mayor quien fue condecorado por ambos bandos, sostiene que atendió a 64 británicos heridos en la dura acción, 47 de los cuales fueron heridos graves.
Después de la batalla los médicos británicos continuaron con la tarea de atender a los 140 heridos argentinos, llevándolos al hospital de campaña instalado en la Bahía Ajax, en la zona de San Carlos. Los prisioneros argentinos fueron puestos a recoger a sus muertos, el armamento y equipo esparcido por el campo de batalla. Los cadáveres de los vencidos fueron puestos en una fosa común donde se los sepultó tras un oficio religioso, mientras que a los muertos británicos se les destinó un terreno seco donde los sepultaron envueltos en sudarios plateados; tras pronunciar los nombres de los caídos, se los sepultó con honores. Participaron del entierro de los argentinos el Padre Santiago Mora (Italiano, capellán de la tropa argentina) y el Subteniente Juan José Gómez Centurión.
Los civiles malvinenses (bautizados «kelpers» por los británicos) recibieron a los vencedores con grandes muestras de júbilo. No hubo muertos ni heridos entre ellos.
Los prisioneros argentinos fueron llevados al campo de detención que se había instalado en San Carlos, donde la gran mayoría (excepto los oficiales de mayor graduación) fueron embarcados en el buque Norland y llevados a Montevideo para ser devueltos a la Argentina continental. Los heridos de esta batalla fueron evacuados en su mayoría al hospital de campaña británico en San Carlos y de allí al buque inglés Canberra, acondicionado como buque-hospital, incluidos el subteniente Durán y los soldados de su pelotón heridos en la explosión del 1.º de junio. Ya se encontraban a bordo, heridos de otros combates, como por ejemplo el teniente 1° Losito, el teniente 1.º Brun y el teniente Martínez, los tres pertenecientes a una de las patrullas de la Compañía de Comandos 602. Este buque permaneció en alta mar hasta después de la rendición del 14 de junio, a partir de la cual, se dirigió a Puerto Argentino a recoger cientos de prisioneros de guerra argentinos y trasladarlos hasta Puerto Madryn, donde atracara el 19 de junio, restituyendo la totalidad a las autoridades militares argentinas.
En cuanto al 2.º Batallón de Paracaidistas, después de la batalla fue encuadrado en la 5.ª Brigada de Infantería recién llegada a la zona de desembarco en San Carlos. Su jefe, el brigadier Wilson, tenía la misión de avanzar hacia la capital insular por la costa sur de la isla Soledad, y decidió emplear a los paracaidistas. En consecuencia los liberó de custodiar Darwin y Goose Green, tarea que fue asumida por el Batallón de Rifleros Gurkhas, y los trasladó con helicópteros hacia la zona de Bluff Cove y Fitz Roy; para el 3 de junio el 2.º Batallón de Paracaidistas estaba nuevamente en la primera línea de combate, esta vez frente a las posiciones argentinas en la capital de las Malvinas. Allí darían su siguiente batalla.

### Consecuencias
El triunfo británico en Prado del Ganso significó un golpe a la moral de los argentinos, tanto en las islas como en Argentina continental, y provocó el efecto contrario en los británicos. En términos políticos fortaleció al gobierno británico, el cual pudo exhibir ante el público un triunfo militar y presentarlo como una prueba de la superior capacidad de los soldados británicos.
La batalla arrojó como conclusión la importancia de las tácticas de infantería bien coordinadas así como también la importancia del apoyo de fuego pesado. En las batallas por Puerto Argentino los británicos volverían a emplear los misiles antitanque “Milán” y la artillería naval, pues fueron lecciones que se aprendieron en Prado del Ganso. El apoyo aéreo, tanto por parte argentina como inglesa, tuvo efectos limitados y los derribos sufridos por ambos bandos mostraron que la defensa aérea desempeñaba un papel de primer orden. De esta batalla surgió también una nueva capacidad del avión de contrainsurgencia Pucará: la de cazador de helicópteros.
La toma del istmo de Darwin significó en términos estratégicos que las guarniciones argentinas en la isla Gran Malvina quedaran aisladas hasta el final de la guerra, pues Goose Green servía como puesto intermedio de comunicaciones con Puerto Argentino. Los británicos tenían su retaguardia y flancos cubiertos para avanzar en profundidad a Puerto Argentino, lo cual hicieron al punto que el 30 de mayo el Batallón 42 de Marines y otras fuerzas de apoyo tomaban el monte Kent, frente a las primeras líneas argentinas en la capital. Por parte argentina se evidenció la falta de una estrategia dinámica que pudiera disputar terreno al enemigo: Menéndez y sus oficiales en Puerto Argentino no creían posible efectuar ofensivas desde la capital, pues podía debilitarse esta guarnición y facilitar un ataque anfibio británico. Desde Buenos Aires se barajaron varias ideas, incluyendo un asalto de paracaidistas sobre San Carlos, pero todos los planes fueron descartados por el enorme riesgo que suponían. Los británicos, que dominaban el mar y el cielo en torno al archipiélago retuvieron la iniciativa en la campaña terrestre.